# 전의 (동오)
전의(全禕, ? ~ ?)는 중국 삼국시대 오나라의 장수로, 오군 전당현 사람이다.

## 행적
전종(全琮)의 손자이자 전서(全緖)의 아들이며, 또한 전의(全儀)의 형이자 전역(全懌)의 조카이다. 별명은 전휘(全輝).
257년, 제갈탄(諸葛誕)이 수춘에서 반란을 일으키자 전단(全端), 전역, 전정(全程), 전편(全遍), 전집(全輯) 등의 전씨 일족은 제갈탄을 구원하기 위해 문흠(文歆), 당자(唐咨), 왕조(王操), 우전(于詮) 등과 함께 수춘성으로 들어갔다.
그러나 이 때 건업에서는 전씨 가문 내에서 싸움이 일어나 서로 소송을 하게 되는 지경에 이르자 전의는 동생 전의와 함께 어머니를 모시고 사마소(司馬昭)에게 투항했으며, 종회(鍾會)는 이를 이용해 전의 형제가 보낸 것처럼 서신을 꾸몄다. 손침(孫沈)이 수춘에서 이기지 못한 것에 크게 화가 나서 전씨 일가를 모조리 죽이려한다며 성 안의 전씨 일가도 항복해 화를 면하라는 내용의 편지를 보냈는데, 그 편지에 속은 전역은 조카 전정 형제들과 함께 병사 수천 명을 이끌고 동문으로 나와 사마소에게 항복한다.
결국 형 전의 등 전씨들이 대거 진나라에 투항하면서 오나라에서 외척으로 세력이 강했던 전씨의 세력이 미약해졌다고 한다.

## 삼국지연의에서의 전의
전단의 아들로 등장하며 손호로부터 위군에게 지면 너희 부자의 목숨은 없다면서 전단과 함께 출발하지만 전의는 위나라 군대에 포위되어 사마소에게 항복해 성안에 있던 전역과 전단에게 항복할 것을 권한다. 이에 두 사람은 그 말을 따라 항복한다.

## 친척 관계
- 전유 (할아버지)
  - 전종 (아버지)
    - 전서
    - 전기 (아우)
    - 전역 (아우)
    - 전오 (아우)
    - ?
      - 전정 (전역의 형의 아들)
      - 전휘 (전역의 형의 아들)
      - 전의 (전역의 형의 아들)

  - ?
    - 전단 (종형제)
    - 전편 (종형제)
    - 전집 (종형제)